# Лаишево
Лаишево (на руски: Лаишево; на татарски: Лаеш или Layış) е град, разположен в Западен Татарстан, в състава на Руската Федерация. Административен център на Лаишевски район. Населението му към 1 януари 2018 година е 8604 души.

## История
Селището е основано през 1557 година, през 1950 година става селище от градски тип, на 9 септември 2004 година получава статут на град.